# Jean Louis Ska

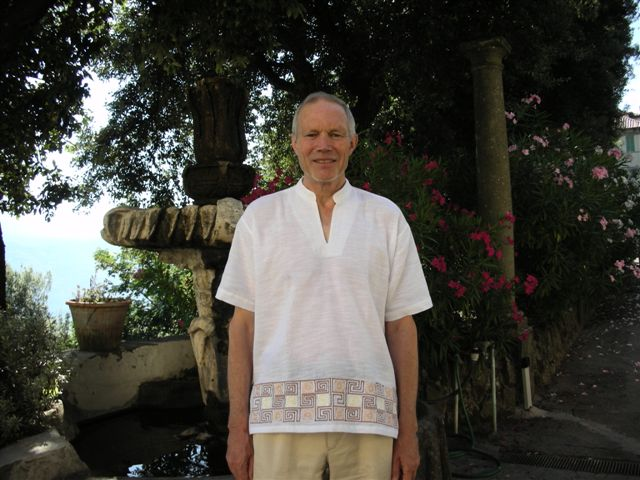
Jean Louis Ska

Jean Louis Ska SJ (* 26. Januar 1946 in Aarlen) ist belgischer römisch-katholischer Priester, Theologe und Alttestamentler.

## Leben
Er studierte Philosophie in Namur (Belgien), Theologie in Frankfurt am Main (Deutschland) und biblische Exegese am Pontificio Istituto Biblico, wo er 1984 in der Heiligen Schrift promovierte. 1964 trat er in die Gesellschaft Jesu ein. Er hält seit 1983 Kurse über den Pentateuch am Pontificio Istituto Biblico.

## Schriften (Auswahl)
- Le passage de la mer. Étude de la construction, du style et de la symbolique d’Ex 14,1–31. Rom 1986, ISBN 88-7653-109-2.
- „Our fathers have told us“. Introduction to the analysis of Hebrew narratives. Rom 1990, ISBN 88-7653-593-4.
- Una goccia d’inchiostro. Finestre sul panorama biblico. Bologna 2008, ISBN 8810221338.
- The Exegesis of the Pentateuch. Exegetical studies and basic questions. Tübingen 2009, ISBN 978-3-16-149905-0.